# Ougney-Douvot
Ougney-Douvot – miejscowość i gmina we Francji, w regionie Burgundia-Franche-Comté, w departamencie Doubs.
Według danych na rok 1990 gminę zamieszkiwało 159 osób, a gęstość zaludnienia wynosiła 24 osoby/km² (wśród 1786 gmin Franche-Comté Ougney-Douvot plasuje się na 585. miejscu pod względem liczby ludności, natomiast pod względem powierzchni na miejscu 670.).